# アルデバラン (競走馬)
アルデバラン（Aldebaran、1998年2月27日 - ）は、アメリカ生まれの競走馬である。2003年のエクリプス賞最優秀短距離馬に選出された。日本では同名馬がいることからアルデバランII（2）（アルデバラン・ツー、ないしは、アルデバラン・セカンド）と表記されることもある。

## 経歴

### 競走馬時代
2歳になった2000年10月にイギリスのドンカスター競馬場でデビューし、デビュー戦で初勝利を挙げた。翌年は5月から始動するが、2着や3着ばかりの惜敗が続き、その後イギリスを離れてアメリカへと移籍した。久々に勝利を得たのはアメリカ移籍の初戦で、翌戦にハリウッドダービーで初のG1出走を果たすが、ここも3着に敗れている。　
古馬となった2002年、年明け初戦のオプショナルクレーミング競走で勝ちを挙げると、以後G1を含むマイル重賞戦線へと出走を繰り返した。しかし同年もまた2着の連続で、ブリーダーズカップ・マイルで初の掲示板外（11着）に大敗するまで5連続で2着に入っていた。また、同年最後に出走したシガーマイルハンデキャップでも2着であった。
5歳となった2003年は、当時G1であったサンカルロスハンデキャップより始動し、2着に5馬身の差をつけて優勝、ここで初めて重賞タイトルを獲得するに至った。さらに同年はマイル路線で活躍し、前年は2着であったメトロポリタン・フォアゴーの両競走も優勝し、この年だけでG1競走3勝を挙げた。年末のブリーダーズカップ・スプリントでは実績から1番人気に推されたが、6着に敗れている。この実績により、アルデバランは2003年のエクリプス賞選考において、最優秀短距離馬として選出された。
この年を以て引退し、翌年からアメリカのダービーダンファームで種牡馬となった。この勝ちきれない競走ばかりであったものの、掲示板を外した競走はブリーダーズカップの2戦だけで、引退までに獲得した賞金は173万ドルにも上った。

### 年度別競走成績
2000年（2歳）　1戦1勝
2001年（3歳）　8戦1勝
2着 - ジャージーステークス (G3)
2002年（4歳）　8戦1勝
2着 - コモンウェルス・ブリーダーズカップハンデキャップ (G2)、メトロポリタンハンデキャップ (G1)、フォアゴーハンデキャップ (G1)、ヴォスバーグステークス (G1)、シガーマイルハンデキャップ (G1)
2003年（5歳）　8戦5勝
サンカルロスハンデキャップ (G1)、チャーチルダウンズハンデキャップ (G2)、メトロポリタンハンデキャップ (G1)、トムフールハンデキャップ (G2)、フォアゴーハンデキャップ (G1)
2着 - カーターハンデキャップ (G1)

## 種牡馬時代
2004年よりダービーダンファームで供用され、後の2008年10月27日に日本中央競馬会（JRA）に購買契約を交わして輸出されることになった。そして11月下旬に日本へ輸入され、12月16日に寄贈を受けた日本軽種馬協会の静内種馬場に移された。
2007年、11月3日に京都競馬場で行われた2歳新馬戦を産駒のダノンゴーゴーが制し、産駒が中央競馬初勝利を挙げた。さらに2008年には同馬がファルコンステークスを制し、重賞初勝利を挙げた。
2016年11月5日、日本軽種馬協会七戸種馬場へ移動した。
26歳での種付けを終えた後の2024年10月26日に種牡馬を引退し、静内種馬場に移動して功労馬となることが発表された。

### 主な産駒
- 2005年産
  - ダノンゴーゴー（ファルコンステークス）
  - Arcadia's Angle（ポールドムサック賞（仏G3））
- 2006年産
  - Eye of Taurus（アシーニアステークス（米G3）、ヴァリーヴューステークス（米G3））
  - Taqarub（メリーランドスプリントハンデキャップ（米G3））
- 2008年産
  - Mambia（カルヴァドス賞（仏G3））
- 2009年産
  - Main Sequence（ブリーダーズカップ・ターフ、ユナイテッドネイションズステークス、ソードダンサーインビテーショナルステークス、ジョーハーシュターフクラシックステークス、ダービーステークス2着）
- 2010年産
  - ダンスディレクター（シルクロードステークス2回）
  - リュウノタケシツウ（ハヤテスプリント）
  - ポセイドン（サラブレッド大賞典）
  - マルトクスパート（東海桜花賞、サマーカップ）
  - タガノギャラクシー（金沢スプリントカップ）
- 2018年産
  - ギシギシ（習志野きらっとスプリント、アフター5スター賞）

### 母の父としての産駒

#### 地方重賞優勝馬
- 2016年産
  - ダノンジャスティス（2022年園田チャレンジカップ、2023年兵庫ゴールドカップ）[5]

## 血統表
| アルデバランの血統             | アルデバランの血統              | アルデバランの血統       | （血統表の出典）         | （血統表の出典） |
| 父系                           | ミスタープロスペクター系        | ミスタープロスペクター系 | ミスタープロスペクター系 | [ § 2 ]          |
| 父 Mr. Prospector 1970 鹿毛    | 父の父Raise a Native 1961 栗毛  | Native Dancer            | Polynesian               | Polynesian       |
| 父 Mr. Prospector 1970 鹿毛    | 父の父Raise a Native 1961 栗毛  | Native Dancer            | Geisha                   |                  |
| 父 Mr. Prospector 1970 鹿毛    | 父の父Raise a Native 1961 栗毛  | Raise You                | Case Ace                 | Case Ace         |
| 父 Mr. Prospector 1970 鹿毛    | 父の父Raise a Native 1961 栗毛  | Raise You                | Lady Glory               |                  |
| 父 Mr. Prospector 1970 鹿毛    | 父の母Gold Digger 1962 鹿毛     | Nashua                   | Nasrullah                | Nasrullah        |
| 父 Mr. Prospector 1970 鹿毛    | 父の母Gold Digger 1962 鹿毛     | Nashua                   | Segula                   |                  |
| 父 Mr. Prospector 1970 鹿毛    | 父の母Gold Digger 1962 鹿毛     | Sequence                 | Count Fleet              | Count Fleet      |
| 父 Mr. Prospector 1970 鹿毛    | 父の母Gold Digger 1962 鹿毛     | Sequence                 | Miss Dogwood             |                  |
| 母 Chimes of Freedom 1987 栗毛 | 母の父Private Account 1976 鹿毛 | Damascus                 | Sword Dancer             | Sword Dancer     |
| 母 Chimes of Freedom 1987 栗毛 | 母の父Private Account 1976 鹿毛 | Damascus                 | Kerala                   |                  |
| 母 Chimes of Freedom 1987 栗毛 | 母の父Private Account 1976 鹿毛 | Numbered Account         | Buckpasser               | Buckpasser       |
| 母 Chimes of Freedom 1987 栗毛 | 母の父Private Account 1976 鹿毛 | Numbered Account         | Intriguing               |                  |
| 母 Chimes of Freedom 1987 栗毛 | 母の母Aviance 1982 栗毛         | Northfields              | Northern Dancer          | Northern Dancer  |
| 母 Chimes of Freedom 1987 栗毛 | 母の母Aviance 1982 栗毛         | Northfields              | Little Hut               |                  |
| 母 Chimes of Freedom 1987 栗毛 | 母の母Aviance 1982 栗毛         | Minnie Hauk              | Sir Ivor                 | Sir Ivor         |
| 母 Chimes of Freedom 1987 栗毛 | 母の母Aviance 1982 栗毛         | Minnie Hauk              | Best in Show F-No.8-f    |                  |
| 母系(F-No.)                    | Best in Show系(FN:8-f)          | Best in Show系(FN:8-f)   | Best in Show系(FN:8-f)   | [ § 3 ]          |
| 5代内の近親交配                | 5代内アウトブリード             | 5代内アウトブリード      | 5代内アウトブリード      | [ § 4 ]          |
| 出典                           | 1. 2. 3. 4.                     | 1. 2. 3. 4.              | 1. 2. 3. 4.              | 1. 2. 3. 4.      |

- 半兄にアットマイルステークス(加G1)勝馬のGood Journey(父Nureyev)がいる[7]。
- 祖母Avianceの孫にスピニングワールドがいる[7]。